# Giuseppe Roda (architetto)
Giuseppe Roda (Racconigi, 30 maggio 1866 – Torino, 26 gennaio 1951) è stato un architetto italiano, attivo nel settore dell'architettura del paesaggio.
Figlio di Pietro Giuseppe, nipote di Marcellino e fratello di Leonardo, apprese i primi rudimenti dell'architettura del paesaggio dal padre e dallo zio.
Dopo aver ottenuto prima il diploma di Architetto di Giardini alla Ecole des Beaux Arts di Parigi e poi presso la scuola di orticoltura di Versailles, rivestì importanti incarichi nelle più importanti esposizioni europee e italiane, tra cui l'esposizione di orticoltura di Parigi Floralies Gantoises, e l'Esposizione Internazionale di Orticoltura e Giardinaggio di Torino del 1904
Attivo nella progettazione di parchi e giardini pubblici e privati, curò il giardino zoologico di Roma, successivamente preso a modello per il parco dello zoo del Bois de Vincennes di Parigi; il parco Mazzini di Salsomaggiore Terme; il Bosco Virgiliano a Mantova; il Monte dei Cappuccini e i nuovi stabilimenti FIAT di Corso IV Novembre a Torino; villa Lancia a Testona; il Parque de la Libertade a Lisbona.
Realizzò inoltre i progetti per le ville regie di Racconigi, del Quirinale, di Sant'Andrea al Quirinale, di Stupinigi e di Castel Porziano.
Fu presidente della Reale Società Orticola del Piemonte dal 1916 al 1923 e membro della Regia Accademia di Agricoltura di Torino dal 1942.
Si sposò con Vittoria Niccolini, dalla quale ebbe quattro figli: Mario (1890-1933), Guido (1892-1971), Alberto (1894-1982) e Carlo (1901-1987).

## Opere
Il Roda oltre a svolgere una intensa attività professionale collaborò con il periodico Orticoltura pratica, edito dalla Gazzette del Popolo di Torino e fu condirettore del periodico I giardini della Società Orticola di Lombardia.

E si dedicò anche alla produzione manualistica. Tra gli scritti e le opere, a volte arricchite da illustrazioni dello stesso autore, si ricordano:
- Giuseppe Roda, "Le piantagioni ed i ripari nelle Costruzioni ferroviarie" contributo alla pubblicazione "Costruzione ed esercizio delle strade ferrate e delle tramvie", Stanislao Fadda (a cura di), Torino, UTE, 1890,  p. 116.[1]
- Giuseppe Roda, La botanica ricreativa, o Le meraviglie della vegetazione esposte alla gioventù, G. B. Paravia e Comp., 1895,  p. 294.
- Giuseppe Roda, Manuale pratico sulla forzatura delle principali piante fruttifere, Torino, Unione tipografico-editrice, 1896,  p. 190.
- Giuseppe Roda, Manuale di floricoltura, 3ª ed., Milano, Hoepli, 1903,  p. VIII - 262.
- Fratelli Roda, Corso teorico-pratico sopra la coltivazione e potatura delle principali piante fruttifere in Italia, Giuseppe Roda (edizione riveduta ed ampliata a cura di), Torino, Unione Tipografico-Editrice, 1904,  p. XVI - 543.